# Ford Transit Connect
Ford Transit Connect este o furgonetă compactă vândută de Ford din 2002. Dezvoltată de Ford Europa, linia de modele a înlocuit furgonetele bazate pe sedan (Ford Escort și Ford Fiesta Courier) cu o platformă dedicată vehiculelor comerciale. A fost produs și în România la Craiova.